# Kenan
Kenan è un nome proprio di persona maschile tipico della Turchia e della Palestina.

## Varianti in altre lingue
- Catalano: Quenan
- Ebraico: קֵינָן (Keinan)[1]
- Francese: Kénan
- Greco biblico: Καιναν (Kainan)[1]
- Latino: Cainan[1]
- Rumeno: Cainan

## Origine e diffusione
Il suo significato in ebraico potrebbe essere possesso o, in senso lato, possesso di Dio. Nella Bibbia in ebraico, nella Genesi capitolo 5, Kenan o Chenan è il figlio di Enosh. Nella versione greca dei Settanta il patriarca è chiamato Cainan, nome che nel capitolo 11 è utilizzato anche per un patriarca postdiluviano.

## Onomastico
Il nome non è portato da alcun santo, quindi è adespota. L'onomastico può essere festeggiato il 1º novembre per Ognissanti.

## Persone
- Kenan Bajramović, cestista bosniaco
- Kenan Doğulu, cantante turco
- Kenan Evren, politico e militare turco
- Kenan Hasagić, calciatore bosniaco
- Kenan İmirzalıoğlu, attore turco
- Kenan Sofuoğlu, pilota motociclistico turco
- Kenan Thompson, attore statunitense
- Kenan Yıldız, calciatore turco